# Carsten Sträßer
Carsten Sträßer (ur. 5 lipca 1980 w Berlinie) – niemiecki pomocnik grającego w Oberlidze FC Einheit Rudolstadt. Jest synem byłego reprezentanta NRD Ralfa Stäßera. W historii swoich występów w 2. Bundeslidze zanotował 127 meczów i 5 goli. Grał w juniorskich reprezentacjach Niemiec.